# 3646 Aduatiques
3646 Aduatiques è un asteroide della fascia principale. Scoperto nel 1985, presenta un'orbita caratterizzata da un semiasse maggiore pari a 2,7581507 UA e da un'eccentricità di 0,1036299, inclinata di 0,58986° rispetto all'eclittica.
L'asteroide è dedicato agli Atuatuci, tribù della Gallia Belgica.